# NGC 7
NGC 7 (ook wel PGC 627, ESO 409-22, MCG -5-1-37 of AM 0005-301) is een balkspiraalstelsel in het sterrenbeeld Beeldhouwer.
NGC 7 werd op 27 september 1834 ontdekt door de Britse astronoom John Herschel.